# Peder Hjort
Peder Hjort (født 19. juli 1793, død 11. november 1871) var en dansk sproglig og publicistisk forfatter, der også arbejdede inden for filosofi og litteraturhistorie.

## Uddannelse
Hjorts fader, Viktor Kristian Hjort, var først kapellan i Tårnby på Amager. Dér fødtes Peder Hjort som ældste søn 1793. I året 1811, samme år, som hans fader fra Holmens Provsti kaldtes til Ribe Bispestol, afgik sønnen fra Vor Frue Skole til Københavns Universitet. Som bispesøn og lovende, livlig student fik Hjort tidlig en fremskudt position. Han var således en af hovedlederne ved en fest, studenterne afholdt til ære for de til det nye Frederiks Universitet i Christiania bortdragende professorer Niels Treschow og Georg Sverdrup hvilken sidste hos universitetsungdommen gjaldt for at repræsentere datidens nyere og friere anskuelser.
Hjort studerede først jura, da faderen mente, at han egnede sig til advokat, men opgav snart dette studium og ligeledes et påbegyndt teologisk studium for, påvirket nærmest af F. C. Sibbern, at lægge sig efter filosofi. I 1815 vandt Hjort guldmedaillen for en afhandling om, hvorfra den store uenighed om viljens frihed egentlig hidrører. Samtidig modtog den 22-årige student opfordring fra Christian Molbech til at skrive filosofisk-æstetiserende kritikker i Athene. Her optrådte Hjort anonymt mod B.S. Ingemanns tidligere værker. Så fulgte 1816 i Athene Hjorts Tolv Paragrafer mod Jens Baggesen, og dermed fik Hjorts livsbane en for ham aldeles uventet
retning.

## Baggesen anlægger sag for "ærerørige sigtelser"
Hjorts kritik, som var en begivenhed i datidens litterære verden, og som vidnede om en ualmindelig belæsthed og sans for ægte poesi, indeholdt tillige nærgående, ærerørige sigtelser, der pådrog ham en retssag fra Baggesens side.
Efter «Paragrafernes» afslutning i Athene udgav Hjort 1817 sit første navngivne skrift, om Baggesens syngespil Trylleharpen. Han sigtede Baggesen for plagiat og for majestætsforbrydelse ved at byde kongen et plagiat til fødselsdagsfestforestillingen på teatret. Dette skrift blev inddraget under retssagen. Hjort blev ved dommen 25. maj 1818 idømt en bøde på 200 rigsdaler som «skyldig i fornærmelig og ubevist Beskyldning», og mange af de af Baggesen påklagede udtryk mortificerede – kendt døde og magtesløse – derudover blev Hjort som følge af dommen påkendt personlig censur over sine fremtidige udgivelser.
Hjort havde virkelig tilføjet Baggesens hidtil aldrig omtvistede digterkald og store popularitet et føleligt knæk; men Baggesens venner sejrede alligevel til sidst. Omslaget skete ved mindefesten på teatret efter hans død 1826. Johan Ludvig Heiberg og Henrik Hertz inaugurerede den retning i litteraturen, der slog ind i den Baggesenske retning, og Hjort måtte med hvert år, han levede, mærke, at mange bar nag til ham for dette hans angreb på Baggesen.

## Udlandsrejse
Imidlertid blev de "Tolv Paragrafer", uden at Hjort kunne forudse hvorledes, bestemmende for hele hans fremtid. I 1817 skulle baron Bertouch-Lehn have, hvad man fra gammel tid kaldte det, en hovmester med på en rejse i udlandet. Han havde fra først af ingen ringere end Adam Oehlenschläger, men denne henledte opmærksomheden på den nu 24-årige student Hjort, der opfattedes som en af Oehlenschlägers kampfæller i striden mod Baggesen.
Således kunne Hjort takke sine "Tolv Paragrafer" for en højst interessant og lærerig udenlandsrejse, men de skulle yde ham endnu mere, nemlig en livsstilling. Den danske minister i Berlin, Christian Bernstorff, der allerede kendte «Paragraferne», forestillede Hjort, at man for at rejse i Tyskland helst måtte have sig en titel.

### Doktorgrad
Hjort var allerede den gang så fremmelig i tysk, at han kunne overføre de «Tolv Paragrafer» i dette sprog. Dem indsendte han til universitetet i Halle, som 1818 tilkendte ham doktorgraden for, hvad de kaldte en dissertation de pulchro, der vidnede om cognitio philosophica.
Så var Hjort dr. phil. og fik lejlighed til at færdes med datidens filosofiske tænkere, såsom Jacobi, Schelling, Hegel og Baader.
Efter et længere ophold i München kom Hjort til Rom, hvor han blev et helt år. Her grundlagdes det venskab med de to Augustenborgere, som senere kom ham dyrt at stå. Som Frederik 6.'s søstersønner skulle de vises om af Danmarks derværende diplomatiske agent, Peter Oluf Brøndsted men optaget af sine arkæologiske studier overlod han dette hverv til den unge Hjort.
Sammen med Bertel Thorvaldsen fartede Hjort så om med prinserne. Efter at Baron Bertouch-Lehn var vendt hjem, kunne Hjort dog fortsætte sit ophold i udlandet endnu to et halvt år. Det skete, som Hjort skriver, ved privat munificens.
I april 1821 vendte Hjort tilbage. Da havde Frederik 6. just taget sig for at genoprette Sorø Akademi, også for at åbne yngre lærde lejlighed til tidligere end ellers at komme i vej.

### På hjemvejen forbi Sorø
På hjemvejen forbi Sorø havde Hjort et professorat i kikkerten, selvfølgelig det filosofiske. De, der skulle udpege docenterne, ville imidlertid ikke vide noget af tysk filosofi at sige. Man henviste Hjort endog til kun at søge adjunktplads ved skolen. Men så skete noget uventet. Ved at fremhæve sine filosofiske adkomster havde Hjort aldeles i forbigående nævnt, at man i Halle havde undret sig over, at en dansk kunne skrive så flydende tysk.
Uden at Hjort selv vidste af det, blev han så underkastet en prøve i tysk. Til et middagsselskab indbød Laurids Engelstoft sammen med Hjort en tysk doktor til at overvære prøven, nemlig en tysk middagskonversation. Denne skilte Hjort sig fra med glans. Biskop Münter fik Hjort til i hast at oversætte en ungdomsafhandling om Johannes Scotus Eriugena (810-877) til tysk (udgivet 1823), for at konferensråd Jensen i Tyske Kancelli kunne give Hjort vidnesbyrd om hans fortrolige kendskab til Tysklands filosofiske litteratur.
Så blev Hjort udnævnt til lektor i tysk, men dog tillige med forpligtelse til eventuelt at overtage også andet fag. Hjort vejrede i denne tilføjelse sit filosofiske håbs opfyldelse. Andre tænkte på kunsthistorie. Men professor i filosofi blev Hjort aldrig; derimod blev han en mester i det ham overdragne fag og i det hele i sprogvidenskaben. Om hans sproglige arbejder findes oplysninger nedenfor.

## Lektor i Sorø
23. juli 1822 blev Hjort udnævnt til lektor i Sorø. 25. september samme år ægtede han sin ungdomselskede, Olivia Katharina Rasbech, datter af kaptajn ved sjællandske infanteriregiment Ole Lyche Rasbech. I Sorø fik Hjort en rig arbejdstid på over 25 år. Men allerede det første år kom Hjort i strid med akademiets direktør, Erich Gjørup Tauber.
Hjort klagede over ham til direktionen for universitetet og de lærde skoler, og det kollegiale forhold til kaldsfællerne var ikke altid det bedste. Men det må siges til ære for Hjort, at han medvirkede sit til, at det unge akademi kom i ry for en vis livlig intelligens. Hjort deltog ivrigt i stridighederne om skønlitteraturen i tyverne og trediverne, sluttende sig til Carsten Hauch og Christian Wilster mod Heiberg, og blev han end ikke filosofisk docent, optrådte han ikke uden en vis selvstændighed i den største filosofiske dyst, Danmark har haft, nemlig da professor i medicina forensis Frantz Gotthard Howitz 1824 ved sit til mange sider udæskende skrift: «Om Afsindighed og Tilregnelighed» kaldte datidens ypperste skribenter med Anders Sandøe Ørsted i spidsen frem på kamppladsen – se videre om Howitzfejden.
Som lektor var Hjort nidkær for akademiets vel og ry. Han medvirkede ivrigt for at komplettere dets bibliotek og gøre dette nyttigt for de studerende. Hans levende pædagogiske sans gav sig det bedste vidnesbyrd ved hans fortrinlige læsebog: «Den danske Børneven», der udkom 1839, og som i over en menneskealder i flere (10) oplag, også efter hans død, bragte hans navn rundt om i landets almueskoler.
Han ledsagede tredje udgave (1842) med en selvstændig afhandling: «Kritiske Bemærkninger over adskillige læsebøger for Børn». Som en salmedigters søn var det en smuk
sønlig gerning, da han 1838 udgav «Salmer og Bønner, udvalgte og lempede efter vor Tids Trang til Brug så vel ved Undervisning som ved huslig Andagt». Den udkom i anden meget forøgede udgave 1840 og end mere forøget 1843.
Som den, der var det tyske sprog mægtig og havde knyttet mangt et bånd i Tyskland, følte han sig naturlig kaldet til at imødegå alle de tyske forvrængninger af danske tilstande, som efter Uwe Lornsens skrift kom til orde.
Hjort udgav da under mærket «L. S. Navne» (det vil sige: Peter Hjort Lorenzens navne) tre samlinger breve fra 1840 til 1848 om «det slesvig-holstenske Røre».

## 1849 nedlægges Sorø Akademi
I 1849 nedlagdes Sorø Akademi til stor sorg for Hjort. Han havde 1828 på Frederik 6.'s og 1840 på Christian 8.'s fødselsdag været den, der holdt festtalerne, som han udgav 1840. Ved akademiets ophævelse fik Hjort sin afsked med titel af professor, og efter at hans hustru var død i Sorø 5. maj 1849, flyttede han 1850 til København og levede der som pensionist til sin død, 11. nov. 1871.

## Treårskrigen 1848-50
Ved oprørets udbrud 1848 havde Hjort efter indtrængende advarsler afbrudt sin brevveksling med hertugen af Augustenborg, men da Hjort som konservativ og fra 1852 tilhænger
af helstaten kom på kant med det den gang toneangivende national-liberale parti, blev han halvvejs stemplet som landsforræder for sit forhold til Augustenborgerne, og da han 1852 havde udstedt en erklæring i «Flyveposten» «til Værn om sit borgerlige navns
Ære», påfulgte der en retssag med «Fædrelandets» redaktør, Carl Ploug.
De fra begge sider fremsatte beskyldninger blev ved dommen mortificerede, og Hjort udgav 1853 «den beskrevne Domsakt».
En senere retssag med Carl Ploug] endte 1857 med, at Hjort idømtes en bøde. Under det stærke valgrøre ved Folketingets første opløsning 1853 stillede Hjort sig mod C.C. Hall (?) i dennes valgkreds, Københavns Amts første kreds, men blev ved vælgermøderne på sin fødeø Amager modtaget med en sådan larm, at han knap kunne komme til orde.

## Udgivelser
Han har nedlagt sine valgerfaringer i et lille skrift fra samme år: «Nogle Træk fra vore Valgbevægelser». Han vedblev imidlertid ihærdig at virke for «Fredningen af det danske Modersmaal» i Slesvig, ligesom han forsvarede de såkaldte sprogreskripter i Slesvig og udgav skrifter herom i 1860 og 1861.
Han havde også arbejdet for at bringe den svenske læseverden kendskab til den danske litteraturs tilstand i Atterboms tidsskrift «Svea». Disse artikler blev udgivet på dansk efter hans død af hans brodersøn provst Jens Mathias Lind Hjort.
«Til biografisk Eftermæle» samlede og udgav Hjort selv fra 1852-67 «Kritiske Bidrag til nyere dansk Tænkemaades Historie», bestående af en politisk, en kunsthistorisk, en kirkelig-etisk og en litterærhistorisk afdeling, hvori mange værdifulde oplysninger.

### Eftermæle
Endelig udgav han 1867-69 to bind «Udvalgte Breve fra mænd og kvinder til Peder Hjort». Udgivelsen af disse breve, som give mange særdeles vigtige bidrag til samtidshistorien, men hvis offentliggørelse ikke på alle punkter var ganske taktfuld, vakte en sand storm af uvilje hos mange dalevende, og Hjort måtte til selvforsvar fremkomme med et «Postscriptum».
Samlede ville Hjorts skrifter udgøre en halv snes anselige bind. Hans stil er koncis og meget livlig, som oftest polemisk. Hans håndskrift var tydelig, men, som han selv i sit hele væsen, urolig. Hans skrifters indhold er mere alsidigt end hans fleste samtidiges. De vidner om, på hvor mange felter han følte sig hjemme. Lige fra sin tidlige ungdom blev han ledt i sit forfatterliv af en næsten hensynsløs kampiver; vakte hans skrifter til mange sider harme, vandt de ham også mange venner selv blandt samtidens allerypperste, og en upartisk fremtid vil sikkert give ham det vidnesbyrd, at ligesom hans bøger er kundskabsrige og lærerige, således må det indrømmes ham, at han i sin aggressive skrivemåde blev ledt af en harme over alt, hvad der vakte hans afsky, og som i hans øjne stred mod sandhed og ret. Han bevarede sin arbejdskraft usvækket omtrent lige til det sidste.

## Peder Hjort som sprogmand.

### Tysk grammatik og andre sprogbøger
Det var først efter, at Hjorts grundige kendskab til tysk havde skaffet ham ansættelse som lektor i dette fag i Sorø, at han blev ført ind på sprogvidenskabelige arbejder. For at skaffe et brugbart og tidssvarende hjælpemiddel ved sin egen undervisning udgav han 1824 «Den tyske Grammatik for dansk talende». Hertil sluttede sig nogle mindre specialarbejder
over de tyske substantivers deklinationssystem og køn og over konjugationerne og i 1829 en «Kortfattet tysk Sproglære».
Hjorts tyske grammatikker er for deres tid meget fortjenstlige arbejder; de indførtes da også efterhånden i de fleste af vore skoler og udkom i gentagne, stadig omhyggelig gennemsete udgaver (7. udg. af den større 1858). Hvad der skader den store grammatik noget, er vistnok den omstændighed, at den er «indrettet til brug så vel ved undervisning som ved fortsat eget Studium» – den sidstnævnte side repræsenteret i fragmentarisk form ved en lang række tillægsanmærkninger, hvor navnlig det sproghistoriske element dog ikke
er ganske tilfredsstillende.
For bogens plan og indretning gør han for øvrigt selv, fra tredje udgave af, rede i en efterskrift, hvis polemiske farve, særlig lige over for virkeligt eller formentligt plagiat, vokser for hver udgave.
Også vedrørende andre sprog end tysk har han leveret enkelte arbejder af lignende retning som de ovennævnte monografier, således «Udkast til en systematisk fremstilling af den latinske Konjugationslære» (1827), der i sin tid fremkaldte en heftig strid (jf.. også hans «Udvalg af Breve», 1867, s. 421 ff.), og «Om det engelske Konjugationssystem» (1843).

### Påvirkning fra Rasmus Rask og Jacob Grimm
Hvad der karakteriserer Hjorts sproglige arbejder, er -; ved siden af ikke få originale iagttagelser, navnlig over sprogbrugen i tysk, der vidner om hans grundige indsigt og omhyggelige læsning i dette sprog -; særlig den måde, hvorpå han slutter sig til den nye udvikling af sprogvidenskaben, der indlededes af Rasmus Rask og Jacob Grimm. Påvirkningen fra Rask viser sig især i bestræbelsen efter at bringe klarhed i det grammatiske system og stedse at finde de simpleste og naturligste inddelinger.
Endnu stærkere er han dog påvirket af Grimms Deutsche Grammatik (hvoraf første bind i den helt omarbejdede anden udgave udkom 1822) og den derigennem grundlagte sproghistoriske metode; har han end ikke magtet at benytte denne metode med den ønskelige skarphed og selvstændighed, kan man dog ikke nægte det fortjenstlige i hans bestræbelse efter at fremdrage den sproghistoriske baggrund, når talen er om et videnskabeligt sprogstudium.
På en ny og ejendommelig måde fremtrådte tilslutningen til Rask og hans skole i Hjorts senere tid, navnlig i den femte udgave (1851) af «Den tyske Sproglære», som titlen fra nu af lyder. Her indførte han nemlig, foruden en væsentlig efter Rasks principper indrettet retskrivning, gennemgående danske kunstord i stedet for de tidligere brugte latinske; ikke få af disse var dannet af ham selv og afvigende fra de ellers brugelige, for eksempel "Sigtefald" (akkusativ), et "øg" (augment, forstavelse), "Styr" (rektion, præposition) og andre.
Dette vakte så almindeligt mishag, at det vistnok bidrog meget til at fortrænge bogen fra skolerne, uagtet der på forlæggerens forlangende 1853 kom en sjette udgave, hvor de latinske kunstord var genindsat ved siden af de danske (af disse fremkom her endnu enkelte nye, som "Gjern" for gerningsord, verbum). Omend visse af Hjorts nye ord er ganske sindrigt lavede og i alt fald anbefaler sig ved korthed, har de dog alt for meget præg af særhed, til at de har kunnet finde nogen tilslutning.

## Fodnoter
1. ↑  Sagen behandles detaljeret s. 20-52 i: Peter Garde, Konger, krigere og andet godtfolk, Thomsons Forlag, 2004. ISBN 87-619-1028-7.